# Restriction à l'aliénation
Une restriction à l'aliénation, en droit immobilier, est une clause utilisée dans la cession de biens immobiliers qui vise à interdire au destinataire de vendre ou de transférer autrement son intérêt dans la propriété. 

## En droit anglais
En vertu de la common law, de telles restrictions sont invalides par rapport à la politique publique consistant à permettre aux propriétaires de disposer librement de leurs biens. Peut-être la restriction ultime sur l'aliénation était l'entail, une forme de propriété qui exigeait que la propriété soit transmise dans la même famille de génération en génération, qui a également été largement abolie.
Cependant, certaines restrictions raisonnables seront appliquées dans la plupart des juridictions. Ceux-ci comprennent traditionnellement:
1. Une interdiction de partage des biens pour une durée limitée.
2. Le droit de préemption - par exemple, si Joey vend des biens à Rachel, il peut exiger que si Rachel décide plus tard de vendre la propriété, elle doit d'abord donner à Joey la possibilité de le racheter.
3. L'établissement de parcs et de jardins publics, comme ce fut le cas pour les Parcs royaux de Londres au Royaume-Uni. Ces espaces publics ont été créés dans de telles conditions par le Crown Estate; ce qui signifiait que ces parcs étaient tenus à perpétuité pour l'usage du public.

### États-Unis
Certaines restrictions spécifiques à l'aliénation aux États-Unis comprennent:
Restriction invalidante
Pour être efficace, le constituant doit poursuivre le bénéficiaire pour exécution. L'efficacité du procès pourrait empêcher le transfert d'être fait. De plus, si la restriction d'invalidation est jugée inconstitutionnelle, la retenue ne sera pas efficace.
Restrictions à la promesse
Si un effet de commerce est violé par le bénéficiaire, le cessionnaire peut intenter une action en dommages-intérêts. Contrairement aux restrictions invalidantes, l'efficacité de la poursuite n'empêche pas le transfert d'être fait. Cependant, la Cour suprême dit que les restrictions à l'octroi de promesses ne sont pas permises. Le billet à ordre décourage la personne de se préparer à vendre la propriété, ce qui a le même effet que la restriction invalidante.
Restriction de confiscation
En cas d'infraction, la propriété revient au concédant ou à ses héritiers. Le retour se fait automatiquement, d'où l'argument qu'il n'y a pas d'actions d'état. Cependant, selon un argument constitutionnel, le simple fait que l’État reconnaisse la validité d'un transfert automatique en fait une action de l’État.
Pour être efficace, la restriction doit être raisonnable et la contrainte doit être la même chose qu'une véritable alliance ou une servitude équitable.

### Loi de la Nouvelle-Zélande
En Nouvelle-Zélande, la Te Ture Whenua Maori Act 1993/Maori Land Act 1993 impose des restrictions à l'aliénation de terres appartenant à une personne maorie ou à un groupe majoritairement maori. Les articles 146 et 147 de la loi obligent le propriétaire d'une terre maorie qui souhaite aliéner son intérêt foncier à accorder un droit de premier refus aux personnes appartenant à des «classes privilégiées d'aliénés». Ces classes préférées comprennent whanaunga (les relations de sang) du propriétaire, d'autres propriétaires actuels, et les membres de l'hapu du propriétaire.